# Henrique Adriano Buss
Henrique Adriano Buss (n. 14 octombrie 1986), cunoscut ca Henrique (br[ẽˈʁiki]), este un fotbalist brazilian care joacă pentru Fluminense.

## Titluri
Coritiba
- Campeonato Brasileiro Série B: 2007

Palmeiras
- Campionatul de Stat São Paulo: 2008
- Copa do Brasil: 2012
- Campeonato Brasileiro Série B: 2013

Napoli
- Coppa Italia: 2013–14

## Legături externe
- de Henrique la fussballdaten.de